# Markova Crkva
Markova Crkva (cyr. Маркова Црква) – wieś w Serbii, w okręgu kolubarskim, w gminie Lajkovac. W 2011 roku liczyła 111 mieszkańców.